# Аодзора-бунко
Аодзора-бунко (яп. 青空文庫, буквально — «библиотека синего неба», также известна как «библиотека открытого неба») — японская электронная библиотека. Данная онлайн-коллекция включает в себя несколько тысяч художественных и научно-популярных работ на японском языке. Она включает в себя неохраняемые авторским правом книги и работы, которые были переданы своими авторами в общественное достояние.
С момента своего создания в 1997 году Аодзора-бунко была как составителем, так и издателем растущего онлайн-каталога. В 2006 году Аодзора-бунко начала выступать в качестве политической организации, чтобы защитить свой текущий и дальнейший каталог свободно доступных электронных книг.

## Описание
Аодзора-бунко была создана в 1997 году, чтобы предоставить широкий и свободный доступ к японским литературным произведениям, срок охраны авторских прав на которые истёк. Организатором проекта стал Митио Томита (яп. 富田倫生). Изначальной целью проекта было собрать более 6000 материалов, по состоянию на 2006 год проект наполнялся более чем 600 волонтёрами. 15 марта 2011 года количество документов в Аодзора-бунко превысило 10 тысяч. В том же году из-за недостатка корректоров-волонтёров им начали платить зарплату из числа собранных библиотекой пожертвований.
Большинство представленных текстов — японские литературные произведения и переводы англоязычной литературы. Библиотека включает в себя как раннюю современную японскую литературу таких авторов, как Мори Огай и Рюноскэ Акутагава, так и более поздних, таких как Ацуси Накадзима и Фумико Хаяси. Материалы, размещённые в Аодзора-бунко, можно искать по категории, автору или заголовку. Файлы можно скачать в формате PDF или просмотреть в формате HTML. С 2007 по 2010 год Аодзора-бунко бесплатно распространяла DVD-диски со своим каталогом по библиотекам Японии.

## Политическая деятельность
Аодзора-бунко присоединилась к другим противникам изменений в законы Японии об авторском праве, увеличивающих срок охраны авторских прав. Эволюция Аодзора-бунко от электронной библиотеки до политической организации произошла из-за прямой угрозы её каталогу и миссии. В 2015 году Аодзора-бунко начала распространять информацию о возможном увеличении срока охраны авторского права до 70 лет после подписания Японией соглашения по Транстихоокеанскому партнёрству и назвала это «ограничениями на пути культурного обмена».